# Ананевич, Виктор Павлович
Виктор Па́влович Анане́вич (1 ноября 1937, Херсон, Украинская ССР — 29 апреля 2014, Краснодар, Россия) — семикратный чемпион СССР, многократный чемпион РСФСР, заслуженный мастер спорта СССР (1963), заслуженный тренер РСФСР по спортивной акробатике.

## Биография
Ученик Геннадия Карповича Казаджиева.
В паре с Альбертом Корневым побеждал на чемпионатах СССР в 1960, 1961, 1964,1965 годах, с Анатолием Лавренковым — в 1970, 1971, 1972 годах. Серебряный и бронзовый призер чемпионатов СССР — 1969, 1973 годов. Представлял общество «Буревестник».
Мастер спорта СССР (1957). Первым в стране стал Заслуженным мастером спорта СССР по спортивной акробатике.
Работая тренером и директором СДЮШОР № 1 управления образования города Краснодара, подготовил 6 мастеров спорта международного класса, 20 мастеров спорта, среди них чемпионы и призеры чемпионатов СССР и Европы.
Многие годы возглавлял Федерацию спортивной акробатики Краснодарского края. Заслуженный работник физической культуры Российской Федерации.